# Glaphyrus aulicus
Glaphyrus aulicus är en skalbaggsart som beskrevs av Louis Alexandre Auguste Chevrolat 1854. Glaphyrus aulicus ingår i släktet Glaphyrus och familjen Glaphyridae. Inga underarter finns listade i Catalogue of Life.